# Prvenstvo Jugoslavije u velikom rukometu za žene 1953.
Prvenstvo Jugoslavije u velikom rukometu za žene za 1953. je osvojio Spartak iz Subotice.

## Savezno prvenstvo
Završni turnir igran u Subotici.
| mj | klub                 | ut | pob | ner | por | gol+ | gol- | bod |
| -- | -------------------- | -- | --- | --- | --- | ---- | ---- | --- |
| 1. | Spartak (Subotica)   | 3  | 3   | 0   | 0   | 19   | 5    | 6   |
| 2. | Svoboda (Ljubljana)  | 3  | 2   | 0   | 1   | 11   | 14   | 4   |
| 3. | Vojvodina (Novi Sad) | 3  | 1   | 0   | 2   | 10   | 13   | 2   |
| 4. | Lokomotiva (Zagreb)  | 3  | 0   | 0   | 3   | 8    | 16   | 0   |

## Republička prvenstva

### Hrvatska
Prvenstvo Hrvatske u velikom rukometu za žene za 1953. je osvojila Lokomotiva iz Zagreba.
Konačni poredak:
1. Lokomotiva (Zagreb)
2. Zagreb (Zagreb)